# Sinfonie di cuori
Sinfonie di cuori (Du bist mein Glück) è un film del 1936 diretto da Karl Heinz Martin. Di genere musicale, ha come interpreti principali Beniamino Gigli e Isa Miranda.

## Produzione
Il film fu prodotto dalla Bavaria Film. Venne girato a Genova e a Monaco di Baviera.

## Distribuzione
Distribuito dalla Bayerische Film, uscì nelle sale cinematografiche tedesche presentato in prima a Stoccarda il 7 ottobre 1936 e il 27 ottobre a Berlino. La Kiba Kinobetriebsanstalt lo distribuì nel 1937 in Austria, dov'è conosciuto anche con il titolo Sein größter Erfolg.
In Italia, il film, che venne distribuito dalla ENIC, ottenne il visto di censura 29503 nel febbraio 1937.